# Rudolf Gamsjäger
Rudolf Gamsjäger (Viena, 23 de Março de 1909 - Viena, 28 de Janeiro de 1985) foi um administrador de ópera austríaco. Atuou também como químico.

## História
Ele serviu como diretor geral da Ópera Estatal de Viena, entre 1972 até 1976.
O currículo de Gamsjäger inclui trabalhos como diretor musical, secretário geral do Gesellschaft der Musikfreunde, presidente do Musikalischen Jugend Österreichs e Jeunesses Musicales International.